# Серсі Ланністер
Серсея Ланністер (англ. Cersei Lannister) — персонаж серії фентезі-романів «Пісня Льоду та полум'я» американського письменника Джорджа Мартіна. Є одним з центральних персонажів (ПЛП) серії, від особи якого ведеться частина глав романів. З'являється в книгах «Гра престолів» (1996), «Битва королів» (1998), «Буря мечів» (2000), а в книгах «Бенкет стерв'ятників» (2005), «Танок з драконами» (2011) та «Вітри зими» є центральним персонажем.
У телесеріалі «Гра престолів» роль Серсеї Ланністер грає британська акторка Ліна Гіді. За цю роль Гіді була номінована в категорії «Найкраща жіноча роль другого плану в драматичному телесеріалі» на премію «Еммі» (у 2014, 2015, 2016, 2018, 2019 роках) та «Золотий глобус» (2017). Також в числі усього акторського складу серіалу була номінована на Премію Гільдії кіноакторів США за найкращий акторський склад у драматичному серіалі 2012, 2014 і 2015 роках.

## Особистість
Серсея вперше з'явилася в романі 1996 року «Гра престолів» і є найстаршою дитиною і єдиною дочкою лорда Тайвіна Ланністера і його дружини леді Джоани. Вона є сестрою-близнючкою сера Джеймі Ланністера, з яким має кровозмісні стосунки. За 15 років до подій першої книги Серсея стала дружиною короля Роберта Баратеона і королевою Семи Королівств, однак вона ніколи не любила і не поважала чоловіка-короля, який навіть не помічав її. У неї троє дітей, народжених у шлюбі з Робертом, проте насправді батьком всіх трьох є Джеймі.
Серсея— хитра, амбітна, вміло інтригує і маніпулює людьми. Однак, чим більшої влади Серсея домагається, тим більшу некомпетентність в управлінні державою вона демонструє. Психіка Серсеї стає все більш нестійкою і параноїдальною; через пророцтво, отримане в дитинстві, вона вважає, що її молодший брат-карлик (Тиріон Ланністер) є винуватцем всіх її проблем і нещасть.

## Роль в сюжеті

### Гра престолів
На початку роману, король Роберт Баратеон, його королева Серсі і велика частина двору їдуть на Північ, щоб запропонувати Еддарду Старку (Оберігачу Півночі) пост «Правиці Короля». Під час королівського візиту в Вінтерфелл, Бран Старк випадково бачить інцест королеви з її братом Джеймі Ланністером. Щоб запобігти розголосу зради, Джеймі намагається вбити Брана, зіштовхнувши його з вежі, але той залишається в живих (та стає інвалідом).
У Серсі і Роберта шлюб без любові, їх союз був укладений з політичною метою, щоб зв'язати дві великі родини разом. І Серсі, і Роберт не зберігають вірність один одному; Роберт є батьком двадцяти бастардів, а Серсі робить вигляд, що її діти від чоловіка-короля, а не від брата Джеймі. Нед Старк дізнається правду про невірність королеви Серсі і повідомляє їй, даючи можливість втекти з Королівства, і тим самим позбавити Роберта від тяжкості провини за ймовірну страту невинних дітей. Проте непомітно для Неда, Серсі вже організувала смерть Роберта через нещасний випадок на полюванні. За допомогою Пітира Бейліша і Санси Старк (через незнання), Серсі страчує Неда за спробу державного перевороту і стає регентом свого старшого сина Джоффрі Баратеона, отримуючи повний контроль над столицею.

### Битва королів
Розчарований тим, що Серсі здійснює багато політичних прорахунків і нездатна контролювати свого сина, короля Джоффрі Баратеона, батько Серсі Тайвін Ланністер призначає власного сина Тиріона Ланністера «Правицею Короля», щоб він контролював Серсі і Джоффрі. Як тільки Тиріон опиняється в столиці, він вступає в жорстоку боротьбу за владу з королевою Серсі, методично позбуваючись її прихильників і не допускаючи в «Малу Раду» ставлеників короля. Протягом роману Серсі мучить і принижує Сансу Старк при кожному зручному випадку. Коли Станніс Баратеон, молодший брат Роберта, нападає на Королівську Гавань, Серсі і Джоффрі ховаються в укріпленій вежі, залишивши Тиріона керувати обороною міста. Коли Станніс вже збирається проламувати ворота, приходять війська Тайвіна і Тайреллів, а Станніс біжить з міста. Тайвін займає своє місце як «Правиця Короля», знову принижуючи Серсі і позбавляючи її влади як регента Джоффрі.

### Буря мечів
Після того, як Тайвін офіційно приступає до виконання обов'язків Правиці Короля, він дає Серсі зрозуміти, що їй більше не місце на засіданні «Малої Ради», позбавляючи її залишків політичного авторитету. Крім того, в якості умови їх союзу з будинком Тайреллів, Джоффрі мусить одружитися з Марджері Тайрелл, а Серсі — з Вілласом Тайреллом і виїхати в Хайгарден. Серсі обурена таким розвитком подій і засмучена, що втратила владу не тільки на політичній арені, але і не в силах більше розпоряджатися власним життям.
Ці плани порушуються, коли Джоффрі отруюють на власному весільному бенкеті. Горюючи через загибель старшого сина, Серсі звинувачує Тиріона в отруєнні короля з помсти. Серсі маніпулює учасниками суду над Тиріоном, підкуповує і залякує свідків по справі, щоб гарантувати обвинувальний вирок. Коли Тиріон вимагає суду поєдинком, Серсі вибирає Грегора Клігана на прізвисько «Гора» чемпіоном від короля. «Гора» перемагає, вбиваючи чемпіона Тиріона — Оберина Мартелла. Тайвін визнає Тиріона винним і засуджує його до смерті, проте Тиріон тікає з в'язниці за допомогою коханця і брата Серсі Джеймі і вбиває Тайвіна. Серсі знову отримує повний контроль над королівством.

### Бенкет стерв'ятників
Зі смертю її батька і сина Джоффрі Баратеона, Серсі Ланністер де-факто править королівством. Її другого сина Томмена Баратеона коронують, однак він занадто малий і не цікавиться справами держави, підписуючи кожен наказ, що кладуть перед ним. Серсі править державою на межі зубожіння. Величезні втрати, понесені родиною Ланністерів у війні, в поєднанні з перебоями в торгівлі та неврожаєм через воєнний час означає, що правлячий дом Ланністерів залежить від грошей і людей дому Тайреллів. Тайрелли використовували це і почали забирати владу в столиці, що призводить Серсі в заціпеніння.
Крім цього, Серсі здійснює ряд політичних і економічних прорахунків, наприклад, таких як відродження релігійно-військових орденів, скасованих колись Джеєхерісом I Таргарієном, що призводить до відчуження її союзників, таких як мейстер Пайселл і Кеван Ланністер, а також посилення впливу Церкви Сімох на політику в країні. У спробі підірвати позицію будинку Тайреллів, а також звільнити її сина від шлюбу з Марджері Тайрелл, Серсі звинувачує Марджері в перелюбстві і зраді. Однак цей виверт має неприємні наслідки: розслідування проти Марджері розкриває докази подружньої невірності і співучасті у смерті Роберта Баратеона самої Серсі. Вона зізнається в зраді чоловікові і, як покарання, її роздягають догола і змушують пройти через всю столицю на очах у громадськості. Її винність в інших гріхах буде вирішуватися судом через двобій.

### Танок з драконами
Серсі проходить свій шлях ганьби, проте в кінці ламається. Більш серйозні звинувачення у вбивстві короля та інцесті будуть вирішені судом через бій на смерть. Вона спочатку хоче, щоб Джеймі відстоював її честь, однак йому вкрай остогидли її звинувачення на адресу Тиріона і те, що вона мала інших коханців, крім нього, тому він спалює її лист. Поки Серсі перебуває у в'язниці в очікуванні суду, королівством правлять Пайселл і Кеван. Однак, після того, як Вейрис повертається в столицю і вбиває обох, положення Серсі стає ще більш хитким.

### Вітри зими
29 травня 2016 року на фестивалі Balticon Джордж Мартін повідомив, що Серсі Ланністер буде Головним героєм принаймні однієї глави цієї книги.

## В екранізації

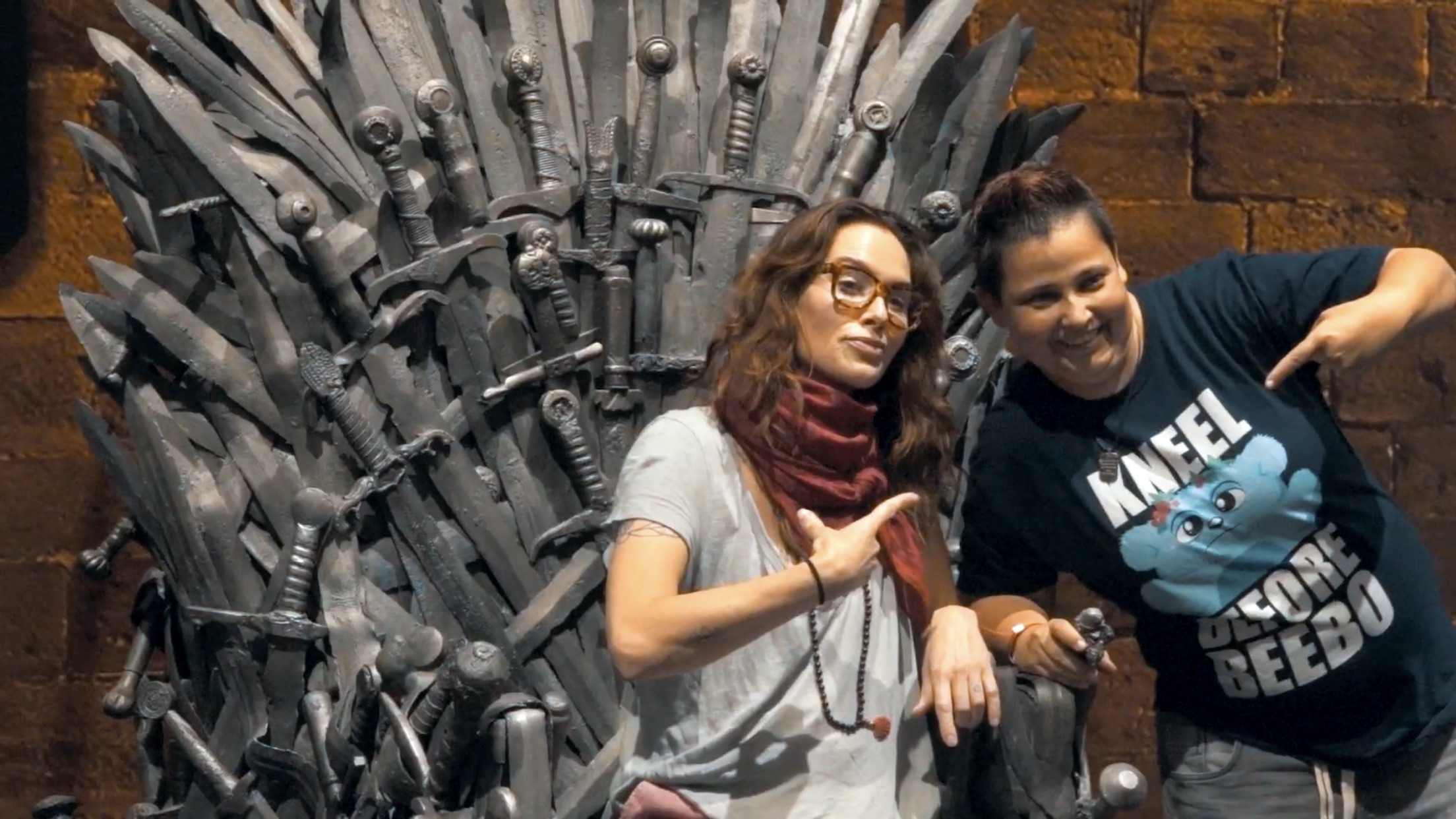
Ліна Гіді на German Comic Con, Мюнхен, 2019

У телесеріалі «Гра престолів» роль Серсі Ланністер грає британська акторка Ліна Гіді. У п'ятому сезоні у флешбеку юну Серсі зіграла акторка Ніалл Вільямс.
«Deadline» підтвердив, що 21 червня 2016 року Ліна Гіді, а також Пітер Дінклейдж, Ніколай Костер-Вальдау, Емілія Кларк і Кіт Герінгтон, вели переговори про останні два сезони. Також повідомлялося, що акторам підвищили зарплату до $500 000 за епізод для сьомого і восьмого сезонів. 18 листопада 2016 року їх зарплата була підвищена до $1 100 000 за епізод для сьомого і восьмого сезонів. 25 квітня 2017 року їх зарплата була підвищена до £2 000 000, тобто до $2 600 000 за епізод для сьомого і восьмого сезонів.

#### Шостий сезон
Сюжетна лінія Серсі Ланністер в серіалі випереджає книжкову, починаючи з шостого сезону.
На самому початку 6 сезону в супроводі Роберта Стронга Серсі зустріла Джеймі, який повернувся з Дорна разом з тілом Мірселли і розповіла йому про пророцтво Меєги Жаби. Після похорону Мірселли, зустрілася з Томменом, та водночас і помстилася за допомогою Роберта Стронга тому, хто насміхався під час її ганебної ходи жителів Королівській Гавані. З'явилася на засідання Малої Ради, а до цього зажадала від Кайберна відправити «пташок» Вейриса у Дорн, Простір і на Північ з метою довідатися про ворогів корони. Розмовляла з Томменом щодо Його Гороб'їності. На засіданні «Малої Ради» разом з Джеймі переконала Кевана Ланністерів і Оленну Тайрелл виступити з армією проти Верховного Септона. Заспокоїла Джеймі, запевнивши його в тому, що Роберт Стронг допоможе їй у випробуванні поєдинком, і погодилася з рішенням Томмена відправити Джеймі в Річкові Землі. Мала неприємну розмову з леді Оленною. У 8 серії 6 сезону вона відмовилася розмовляти з Верховним Септоном в Септі Бейлора. Стала свідком скасування Томменом закону щодо суду через двобій. Також її молодший син оголосив Королівському Двору, що Серсі Ланністер і Лораса Тайрелла буде судити Суд Сімох. В самому кінці 6 сезону показано, як Серсі вдається помститися «горобцям» і Тайреллам на засіданні Суду Сімох в Септі Бейлора, а вона сама стає новою правителькою Семи Королівств після самогубства її сина Томмена.

#### Сьомий сезон
У 7 сезоні Серсі Ланністер продовжує своє правління Сімома Королівствами.

#### Восьмий сезон
5 липня 2017 року Ліна Гіді заявила, що з'явиться в останньому сезоні серіалу.